# Дятченко, Леонид Яковлевич
Леонид Яковлевич Дятченко (род. 17 мая 1949, Александровка, Курская область) — российский социолог и управленец, доктор социологических наук, профессор, ректор Белгородского государственного национального исследовательского университета (2002—2012).

## Биография
Родился 17 мая 1949 года в селе Александровка, Волоконовский район, Белгородская область в крестьянской семье. Обучался в восьмилетней школе, в педагогическом училище в Валуйках и на историческом факультете Кустанайского педагогического института.
В 1985 году получил учёную степень кандидата философских наук. В 1990 году организовал кафедру социальных технологий в Белгородском государственном технологическом институте строительных материалов (БТИСМ, ныне Белгородский государственный технологический университет) и стал её заведующим.
В 1994 году получил учёную степень доктора социологических наук, а также стал профессором, членом общественной академии Российская академия социальных наук и членом Международной социологической ассоциации.
С 1998 года работал на кафедре социальных технологий Белгородского государственного университета (БелГУ, с 2010 года — Белгородский государственный национальный исследовательский университет). Являлся организатором и главой диссертационных советов БелГУ по социологии управления, социологии культуры и духовной жизни. В 2002—2012 годах являлся ректором БелГУ.

## Научная деятельность
Является автором более чем 100 научных публикаций, в том числе 2 монографий и толкового словаря по социальным технологиям.
Монографии:
- «Социальные технологии в управлении общественными процессами» (1993)
- «Классы и собственность: господство и угнетение, неравенство и болезни» (2016)

Входит в редакционную коллегию Большой российской энциклопедии и журналов «Регион» и «Проблемы региональной экологии».